# Horaiclavus madurensis
Horaiclavus madurensis é uma espécie de gastrópode do gênero Horaiclavus, pertencente a família Horaiclavidae.